# Peter Häggström
Peter Häggström  (* 27. Januar 1976 in Malmö) ist ein schwedischer Leichtathlet und Sportjournalist.

## Leben
Häggström nahm an den Leichtathletik-U23-Europameisterschaften 1997 teil. Bei den Olympischen Spielen 2000 sowie bei den Leichtathletik-Europameisterschaften 2002 war er Teilnehmer im Weitsprung. Nach dem Ende seiner sportliche Karriere als Weitspringer begann er als Sportjournalist im Schwedischen Fernsehen zu arbeiten. 2009 outete er sich als homosexuell.